# Delta Rugby Club
Delta Rugby Club, es un equipo de rugby union y hockey sobre césped de Argentina, ubicado en el partido de Tigre, Buenos Aires. El equipo de rugby juega en el Torneo de la URBA Grupo II, la segunda división de la Unión de Rugby de Buenos Aires. 
El 19 de octubre de 2013 logra su ascenso a Torneo de la URBA Grupo I al vencer a San Albano en el último partido de la reubicación del Grupo I.
En el año 2015 obtuvo el título de reubicación grupo II, este título fue alcanzado por todas las divisiones del plantel superior ( Preintermedia, Intermedia y Primera )

## Historia
Fundado en 2009 por jugadores y directivos que formaban parte del Club San Fernando, luego de la ruptura en dicho club por las diferencias entre los jugadores y la comisión deportiva, seguida de sanciones y masivas renuncias. Delta es el club más reciente de todos los que forman parte en los torneos de la URBA. El equipo jugó sus partidos como local en 2010 y 2011 en las canchas del Club San Patricio y en los anexos del Club Atlético de San Isidro y del San Isidro Club. El 23 de noviembre de 2011, Delta inauguró sus instalaciones propias en Rincón de Milberg, en el distrito de partido de Tigre, Gran Buenos Aires, que cuentan con vestuarios, una cancha de rugby, dos quinchos, pileta y una cancha de hockey.